# مینامی-آزابو
می‌نامی-آزابو (به لاتین: Minami-Azabu) یک منطقهٔ مسکونی در ژاپن است که در میناتو-کو، توکیو واقع شده‌است. می‌نامی-آزابو ۱۵٬۹۷۴ نفر جمعیت دارد.